# Alejandro Moreno Jashés
Alejandro Moreno Jashés (n. Santiago de Chile, 1975) es un dramaturgo, videasta y artista plástico chileno, autor de reconocidas obras de teatro, como «La mujer gallina». Su estilo de teatro contemporáneo se caracteriza por utilizar la voz como protagonista, en un lenguaje más literario que actoral.

## Biografía

### Familia y vida personal
Nació en Santiago de Chile, pero se crio en Copiapó, región de Atacama. Ha vivido por largos periods de tiempo en Madrid y Nueva York.

### Estudios
Estudió Licenciatura en Artes, mención Actuación Teatral por la Escuela de Teatro de la Universidad de Chile. Luego obtuvo un Máster en Filología Hispánica del Consejo Superior de Investigaciones Científicas de Madrid. Realizó una residencia artística en el Royal Court Theatre de Londres. Luego cursó postgrados de Escritura creativa y Literatura Hispanoamericana en la Universidad de Nueva York, universidad donde además obtuvo un Doctorado en Literatura.

### Vida profesional
Moreno formó parte de la compañía chilena Teatro El Hijo.
En 2023, su obra «Rescate», dedicada al patrimonio material e inmaterial del teatro chileno, fue montada con un reparto mayoritariamente de Tierra Amarilla, Región de Atacama, y presentada en Chile durante tres meses en el Centro Cultural La Moneda. Además participó en el Festival Internacional Santiago a Mil, y en septiembre en el Festival Internacional IMPACT 2023 de Waterloo, en Toronto, Canadá.

## Obras

### Obras de teatro
- 1998: «Cueca»
- 2000: «El lugar común»
- 2001: «Ifigenia o discurso a una acción imposible»
- 2001: «Todos saben quién fue»
- 2003: «La mujer gallina»
- 2004: La mujer gallina seguida de Todos saben quién fue y Sala de urgencia (Santiago, Ciertopez)
- 2008: «Norte»
- 2010: «La amante fascista»
- 2011: «Loros negros» (dirigida por Manuela Infante)
- 2011: «Berlín no es tuyo»
- «Medea, Atacama son tus hijos presuntos millonarios» (presentada en 2013, dirigida e interpretada por Paula Torres Esquivel)[6]
- 2014: Gastos de representación (Santiago, Sangría Editora)
- 2016: «La trampa» (presentada en Centro Cultural Gabriela Mistral, dirección Horacio Pérez)[7]
- 2023: «Rescate»
- «Soy directora de danza contemporánea y me estoy volviendo loca» (presentada en 2024 por la compañía Teatro Cerrado por Duelo, dirección Manuel Morgado)[8]

Además ha escrito las obras Esa, Medea, son todos tus hijos presuntos millonarios, La actriz de la película, Cómo se hizo Eva Klaus, Tengo un nombre y quiero otro, Lifestyle.

### En antologías
- 2007: «Johnny Deep», en Primer Encuentro Latinoamericano de Monólogos (Santiago, Ciertopez).
- «Norte», publicada en antología Bicentenario.

### Obra audiovisual
- 2002: Inmediatamente severo
- 2003: Tendría que estar viéndome
- 2004: Leila, a un milímetro de mí

## Premios y reconocimientos
| Año  | Premio / Evento                                              | Categoría             | Obra                          | Resultado | Ref.  |
| ---- | ------------------------------------------------------------ | --------------------- | ----------------------------- | --------- | ----- |
| 2016 | XVI Muestra nacional de dramaturgia chilena                  |                       | «Gastos de representación»    | Ganador   | [ 9 ] |
| 2004 | Premio Altazor de las Artes Nacionales                       | Mejor autor de teatro | «Leila, a un milímetro de mí» | Ganador   | [ 2 ] |
| 2004 | Fondo Nacional de Desarrollo Cultural y las Artes            |                       | «60 órganos»                  | Ganador   | [ 2 ] |
| 2004 | Premio de arte contemporáneo - Caja Madrid                   | Generación 2004       |                               | Nominado  | [ 2 ] |
| 2003 | Fondo Nacional de Desarrollo Cultural y las Artes            |                       | «La mujer gallina»            | Ganador   | [ 2 ] |
| 2001 | VII Muestra nacional de dramaturgia chilena                  |                       | «Todos saben quién fue»       | Nominado  | [ 2 ] |
| 2000 | Fondo Nacional de Desarrollo Cultural y las Artes            |                       | «El lugar común»              | Ganador   | [ 2 ] |
| 1999 | V Muestra nacional de dramaturgia chilena                    |                       | «Medea»                       | Nominada  | [ 2 ] |
| 1998 | Festival de nuevas tendencias teatrales Universidad de Chile | Mejor Director        | «Cuec@»                       | Ganador   | [ 2 ] |
| 1998 | Festival de nuevas tendencias teatrales Universidad de Chile | Mejor Montaje         | «Cuec@»                       | Ganador   | [ 2 ] |